# Skarabej (mitologija)
Skarabêj je mitološka žival v obliki hrošča, ki so jo v staroegipčanski mitologiji častili kot simbol sonca, življenja in prerojenja, bila pa je tudi podoba sončnega boga Reja oziroma Kheprija. 
Najpogosteje je bil upodobljen sveti skarabej (Scarabaeus sacer) iz družine skarabejev, ki je znan po kotaljenju kroglic govna po tleh, ki jih nato zakoplje v skrivališče. Samica odloži jajčeca v omenjene krogle, ličinke (larve) pa se po izvalitvi prehranjujejo z vsebino kroglice, po preobrazbi pa mladi hrošči izidejo iz skrivališča in se tako osamosvojijo.
Zaradi kotaljenja kroglic in tipalnic, podobnih žarkom, je sveti skarabej postal simbol Sonca, saj naj bi sončni bog Khepri po enakem principu kotalil Sonce na nebu oziroma naj bi se Re vozil v barki od jutra do večera po nebu, kar je upodobljeno na številnih staroegiščanskih artefaktih.
Pomembna religiozna predstava je za takratni čas skrivnosten nastanek hroščev iz mrtve materije v kroglici govna. V skladu s tem zemeljskim simbolom nebeškega cikla so Kheprija povezovali tudi s ponovnim rojstvom, obnovo in ponovnim vstajenjem, njegovo ime pa se lahko dejansko prevede kot »pr(e)iti v bivajoče«. Po tem, ko je kult sončnega boga Reja pridobil moč, so Kheprija označevali le še kot pojavno obliko Reja v smislu svitanja, tj. ko Sonce preide v bivajoče. S kreativnega aspekta so skarabeja povezovali tudi z Atumom, bogom stvarjenja.
V času od Srednje države naprej so bile podobe skarabeja prisotne predvsem na kamnih pečatnikih in amuletih, upodobljeni pa so bili tudi na hieroglifih v grobnicah. Od Nove države naprej (se pravi od 18. dinastije) so amulete pogosto postavljali nad srcem mumificiranega trupla in so po Knjigi mrtvih morali biti izdelani iz kamna zelene barve. Ti posebni skarabeji, ki so imeli vlogo »srčnih amuletov« oz. so bili nadomestki srca, so bili zelo pomembni, saj je bilo po verovanju srce sedež življenjske moči ter izvor dobrih in slabih misli.  Namenjeni so bili za končno sodbo po smrti, ki jih je boginja Maat tehtala proti peresu resnice. Skozi čas se je namemba skarabejev spreminjala. Drugi narodi in religije, še posebej na področju Levanta, so prevzele skarabeje za lastne potrebe in božanstva, najpogosteje so bili simboli sreče. Med ostalim so bili uporabljeni kot posmrtni darovi, talismani in nakit.